# Герб Танзании
Герб Объединённой Республики Танзании представляет собой щит африканского воина, разделенный на четыре сегмента. Золотая верхняя часть представляет природные богатства — полезные ископаемые, залегающие в недрах на территории государства. Ниже расположен флаг страны. Красная часть под ним символизирует богатую плодородную почву Африки. В нижнем сегменте волнистые линии символизируют Индийский океан, прибрежные линии, озёра и землю республики.
Горящий факел в золотой части герба — символ свободы (uhuru), просвещения и знания. В центре щита расположено копье как символ защиты свободы, а скрещенные топор и мотыга представляют мирный труд для развития экономики страны.
Щит, изображенный опирающимся на конус стратовулкана Килиманджаро, обрамлён бивнями слона, поддерживаемыми мужчиной и женщиной, — эти фигуры демонстрируют сотрудничество и равенство полов. Кустарник гвоздики в ногах у мужчины напоминает о производимых в стране пряностях (в Танзании, в частности на островах Занзибар и Пемба, сосредоточено 90 % мирового производства гвоздики как пряности); у ног женщины изображён кустарник хлопчатника: хлопок занимает важное место в экономике страны, в частности в структуре ее экспорта.
Внизу на ленте начертан девиз Объединённой Республики Танзании — Uhuru na Umoja, что на суахили означает «Свобода и единство».

## История эмблемы
|  | Проект герба Германской колонии Восточной Африки, 1914 год |
|  | Герб Танганьики, 1961—1964 гг.                             |
|  | Герб Занзибара                                             |